# Liste der Monuments historiques in Marcoussis
Die Liste der Monuments historiques in Marcoussis führt die Monuments historiques in der französischen Gemeinde Marcoussis auf.

## Liste der Bauwerke
| Bezeichnung                  | Beschreibung | Standort                | Kennzeichnung | Schutzstatus | Datum | Bild |
| ---------------------------- | ------------ | ----------------------- | ------------- | ------------ | ----- | ---- |
| Château de Montagu (Schloss) |              | (Lage)                  | PA00087945    | Classé       | 1984  |      |
| Kirche Ste-Marie-Madeleine   |              | (Lage)                  | PA00087946    | Inscrit      | 1965  |      |
| Pavillon royal               |              | Route de Bel Air (Lage) | PA00087947    | Classé       | 1968  |      |

## Liste der Objekte
- Monuments historiques (Objekte) in Marcoussis in der Base Palissy des französischen Kultusministeriums